# برویک-آپون-توئید
latitudeبرویک-آپون-توئیدlongitudeبرویک-آپون-توئید
برویک-آپون-توئید (به انگلیسی: Berwick-upon-Tweed) یک منطقهٔ مسکونی در انگلستان است که در شمال شرقی انگلستان واقع شده‌است.

## خصوصیات
برویک-آپون-توئید ۱۳٬۲۶۵ نفر جمعیت دارد.